# Odontestis prosticta
Odontestis prosticta är en fjärilsart som beskrevs av Holland 1894. Odontestis prosticta ingår i släktet Odontestis och familjen trågspinnare. Inga underarter finns listade i Catalogue of Life.